# Tauromaquia completa

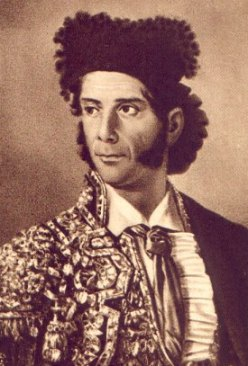
Retrato de Francisco Montes «Paquiro».

Tauromaquia completa, o el arte de torear, tanto a pie como a caballo es un tratado sobre el toreo de Francisco Montes "Paquiro", publicado en Madrid en 1836.
Este tratado es conocido por haber establecido las principales reglas de las corridas de toros tal y como se sigue practicando hoy en día.

## Título completo
El título completo del libro es Tauromaquia completa, o sea El Arte de torear en plaza, tanto a pie como a caballo: escrita por el célebre lidiador Francisco Montes, y dispuesta y corregida escrupulosamente por el editor. Va acompañada de un discurso histórico-apologético sobre las fiestas de toros, y de una tercera parte en que se proponen las mejoras que debería sufrir este espectáculo. Madrid, imprenta de D. José María Repulles, 1836.
El título deja intuir que el manuscrito ha sido dejado en las buenas manos del editor, que está a cargo del conjunto de las correcciones y de la disposición final de la obra.

## Autor
Aunque solo se imprimieron unos pocos ejemplares, el libro fue un gran éxito. Además, seis años más tarde, en 1842, la obra de Francisco Montes fue retomada íntegramente por el periodista Santos López Pelegrín «Abenámar» en su Filosofía de los toros, lo que explica por qué durante mucho tiempo se atribuyó la obra no a su autor sino a quien la había copiado.     
El nombre de Manuel Rancés Hidalgo, médico militar de Cádiz, también fue mencionado en su día como el autor de Tauromaquia completa.

## Contenido
Prólogo
El libro comienza con un prólogo, atribuido al editor, pero quizás escrito por Santos López Pelegrín, amigo del editor, José María Repulles, quien supuestamente le confió la redacción de este prólogo.   
Glosario
Después viene un glosario taurino dispuesto por orden alfabético, reagrupando por los términos y expresiones «Tabla alfabética de algunas voces y frases cuyo conocimiento es indispensable para la inteligencia de esta obra».
Discurso histórico y apología
Después viene un «Discurso histórico-apológico de las fiestas de toros». Se trata de una obra original, que no debe nada a las numerosas apologías taurinas de la época, aunque la parte histórica parece reflejar la influencia de Moratín. 
El arte de torear
Finalmente viene la parte principal, el arte de torear, que a su vez consta de tres partes, la primera sobre el arte del toreo a pie, la segunda sobre el arte del toreo acaballo, y finalmente la tercera, que trata de las mejoras a realizar en el espectáculo.